# Bronisław Osuchowski
Bronisław Osuchowski (ur. 22 lutego 1851 w Jasieniu, zm. 8 maja 1929 we Lwowie) – właściciel ziemski, poseł do Sejmu Krajowego Galicji VII kadencji, Rady Państwa i Sejmu Ustawodawczego.

## Życiorys
Był synem Andrzeja i Faustyny z Bukowskich. Studiował na Uniwersytecie Lwowskim, a następnie gospodarował w swoim majątku Wiśniowczyk, był prezesem Kasy Pożyczkowo-Oszczędnościowej w tej miejscowości. Od 1884 działał w Galicyjskim Towarzystwie Kredytowym Ziemskim i Galicyjskim Towarzystwie Gospodarskim we Lwowie. W latach 1884–1912 zasiadał w Radzie Powiatowej w Turce, a w latach 1890–1904 był marszałkiem powiatowym w Turce. Wybrany w okręgu gmin wiejskich IV kurii okręgu Turka na posła do Sejmu Krajowego VII kadencji sprawował mandat w latach 1895–1901 pracując głównie w sejmowej komisji kolejowej. W tym okresie zabiegał o budowę linii kolejowej Ustrzyki–Wołosate–Turka. W latach 1911–1918 był posłem do Rady Państwa z okręgu Baligród–Turka–Drohobycz–Stary Sambor. Należał do grupy posłów konserwatywnych w Kole Polskim. Wybrany do komisji kolejowej, petycyjnej, ubezpieczeń socjalnych w Izbie występował w sprawach dotyczących ludności swego okręgu. Jako członek Koła Polskiego wszedł do Sejmu Ustawodawczego 1919–1922, należał do Klubu Pracy Konstytucyjnej i został wybrany do sejmowej komisji komunikacyjnej. Zmarł we Lwowie po ciężkiej chorobie, pochowany został na cmentarzu Łyczakowskim.

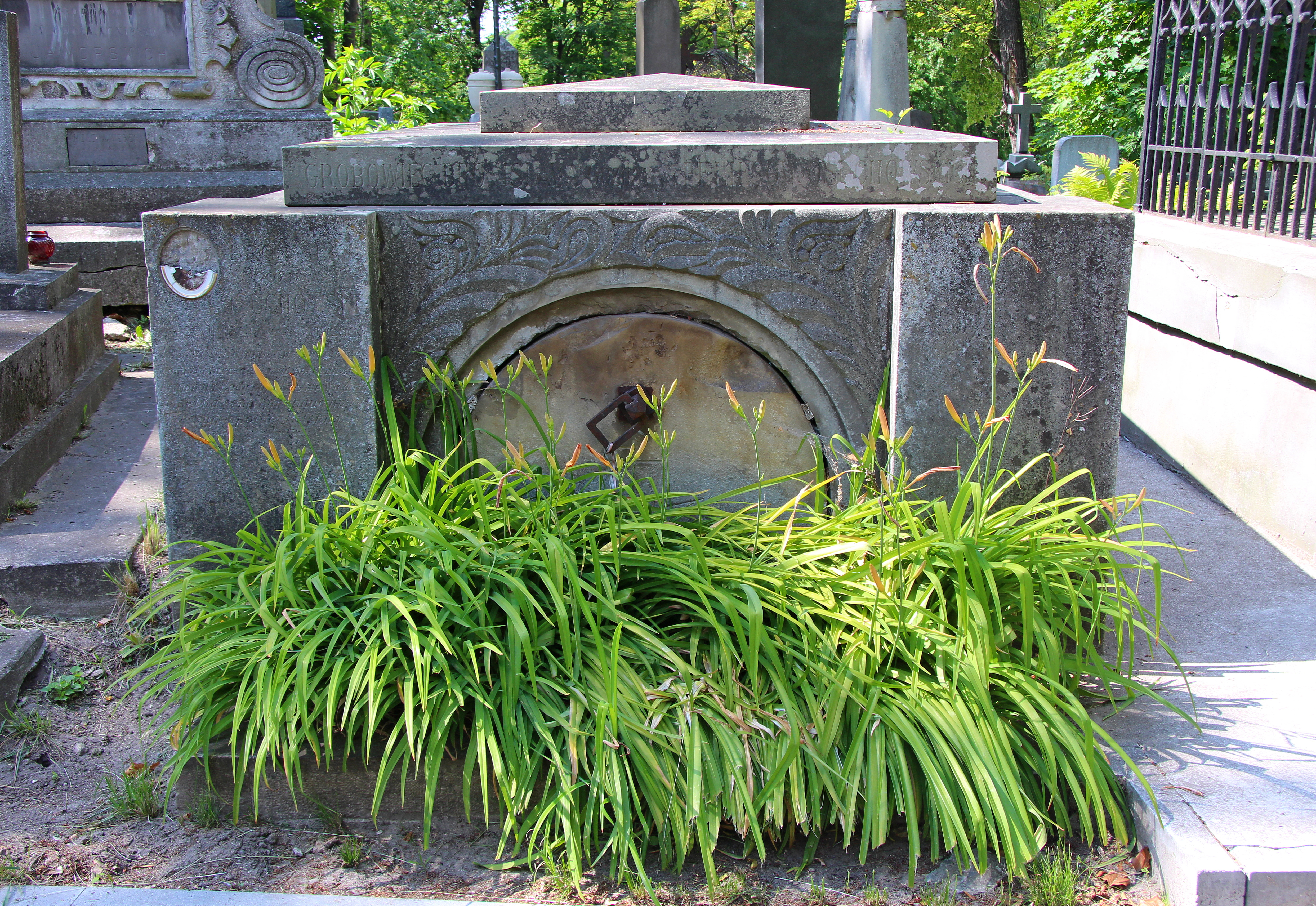
Nagrobek Bronisława Osuchowskiego